# Guatteria pteropus
Guatteria pteropus este o specie de plante angiosperme din genul Guatteria, familia Annonaceae, descrisă de George Bentham.

## Subspecii
Această specie cuprinde următoarele subspecii:
- G. p. angustior
- G. p. cinerea